# Alexandra Subțirică
Alexandra-Georgiana Subțirică-Iovănescu (født 8. december 1987 i Slatina, Rumænien) er en kvindelig rumænsk håndboldspiller, der spiller for SCM Gloria Buzău i Liga Naţională og Rumæniens kvindehåndboldlandshold.
Hun blev udtaget til landstræner Adrian Vasiles trup ved VM i kvindehåndbold 2021 i Spanien, hvor det rumænske hold blev nummer 13.